# 名誉指揮者
名誉指揮者（めいよしきしゃ、英語：Conductor Emeritus）は、オーケストラや吹奏楽・合唱・ビッグバンド等の楽団の指揮者に、実績や功績を認めて贈る称号。各種楽団における栄誉称号または名誉称号の一種。関連する称号に、名誉客演指揮者、類似の称号に桂冠指揮者（Conductor Laureate）がある。指揮者ではないが、同じくオーケストラの称号として名誉コンサートマスターがある（本項で解説）。

## 名誉指揮者
世界的に著名となった指揮者を招聘した際、あるいは自団の常任指揮者の交代に際して前任者の功績を讃える際に贈られることが多い。音楽監督に贈られる場合はそれぞれ「名誉音楽監督」「桂冠音楽監督」と言う。長老に贈られる称号のイメージがあるが、NHK交響楽団がオトマール・スウィトナーやヴォルフガング・サヴァリッシュに名誉指揮者の称号を贈ったのは彼らが60歳になる前のことであった。
1964年にオーストリア政府がカール・ベームに贈った「オーストリア共和国音楽総監督」の称号も、実質的な職務は特になく、いわば国家として贈った名誉指揮者称号といえる。
日本でも公設私設を問わず、当該称号を定めており、1989年、東京都交響楽団では名誉指揮者として、ジャン・フルネを迎えている。
民間の例では、読売日本交響楽団がクルト・ザンデルリングを名誉指揮者に迎えているほか、8代常任指揮者を務めたスタニスワフ・スクロヴァチェフスキに対して桂冠名誉指揮者の称号を贈っている。

### 主な事例
- ウィーン・フィルハーモニー管弦楽団
- ロイヤル・フィルハーモニー管弦楽団
- NHK交響楽団
- 日本フィルハーモニー交響楽団
- 東京フィルハーモニー交響楽団
- 読売日本交響楽団
- バンベルク交響楽団

## 名誉客演指揮者
客演指揮者として招聘された音楽家に贈られる地位・称号として名誉客演指揮者（Honorary Guest Conductor）がある。オーストリアの指揮者でウィーン・フィルコンサートマスター、ウィーン・トーンキュンストラー管弦楽団音楽監督、ボン市立交響楽団常任指揮者として活躍したワルター・ウェラーが、ロイヤル・リヴァプール・フィルハーモニー管弦楽団の名誉客演指揮者だったことはその一例である。

## 名誉コンサートマスター
名誉指揮者等、指揮者の称号ではないが、類似するものとして名誉コンサートマスターがある。日本のオーケストラでは、オーケストラ・アンサンブル金沢でマイケル・ダウスが名誉コンサートマスターを務めているのはその一例である。

### 文献資料
- 日外アソシエーツ編集部編『20世紀西洋人名事典　1　ア～ノ』（日外アソシエーツ、1995年）ISBN 4816912711

### 報道資料
- 『読売新聞』1989年12月13日東京夕刊
- 『読売新聞』2003年1月9日東京朝刊石川3版
- 『読売新聞』2009年10月1日東京朝刊
- 『読売新聞』2011年9月11日東京朝刊

### インターネット資料（外部リンク）
- NHK交響楽団ウェブサイト「指揮者」